# Stigmacros flava
Stigmacros flava är en myrart som beskrevs av Mcareavey 1957. Stigmacros flava ingår i släktet Stigmacros och familjen myror. Inga underarter finns listade i Catalogue of Life.